# Оцтова кислота
О́цтова кислота́ — органічна сполука, одноосновна карбонова кислота складу CH3COOH. За звичайних умов є безбарвною рідиною із різким запахом. Температура плавлення чистої кислоти дещо нижча від кімнатної температури, при замерзанні вона перетворюється на безбарвні кристали — це дало їй технічне найменування льодяна оцтова кислота.
Назва кислоти утворена словом оцет, що походить від лат. acetum — кисле вино. За номенклатурою IUPAC вона має систематичну назву етанова кислота, котра характеризує сполуку як похідну етану. Оскільки молекула кислоти має у своєму складі функціональну групу ацетил CH3CO (умовне позначення Ac), її формула також може записуватися як AcOH. У контексті кислотно-основних взаємодій символом Ac інколи позначається ацетат-аніон CH3COO- — в такому випадку формула матиме запис HAc.
Взаємодіючи з металами, лугами та спиртами, оцтова кислота утворює ряд солей та естерів — ацетатів (етаноатів).
Оцтова кислота — один з базових продуктів промислового органічного синтезу. Більш ніж 65 % світового виробництва оцтової кислоти йде на виготовлення полімерів, похідних целюлози та вінілацетату. Полівінілацетат є основою багатьох ґрунтівних покрить та фарб. З ацетатної целюлози виготовляють ацетатне волокно. Оцтова кислота та її естери важливі промислові розчинники та екстрагенти.

## Загальні відомості
Оцтова кислота відома людству з прадавніх часів. Оцет, 4–12 % розчин оцтової кислоти у воді, як продукт ферментації вина набув широкого використання більш ніж 5000 років тому, перш за все як харчовий консервант. Давньогрецький лікар Гіппократ використовував розчини кислоти як антисептик, а також у складі настоянок проти численних патологічних станів, включаючи гарячку, запори, шлункові виразки, плеврит.
Оцтова кислота міститься в низьких концентраціях у багатьох рослинних і тваринних системах. Вона, зокрема, синтезується бактеріями роду Acetobacter і Clostridium. Серед роду Acetobacter найбільш ефективним є вид Acetobacter aceti.
У 1996 році американські науковці повідомили про спостереження молекул оцтової кислоти у газопиловій хмарі Стрілець B2. Це відкриття вперше здійснено із застосуванням інтерферометричного обладнання.

## Фізичні властивості

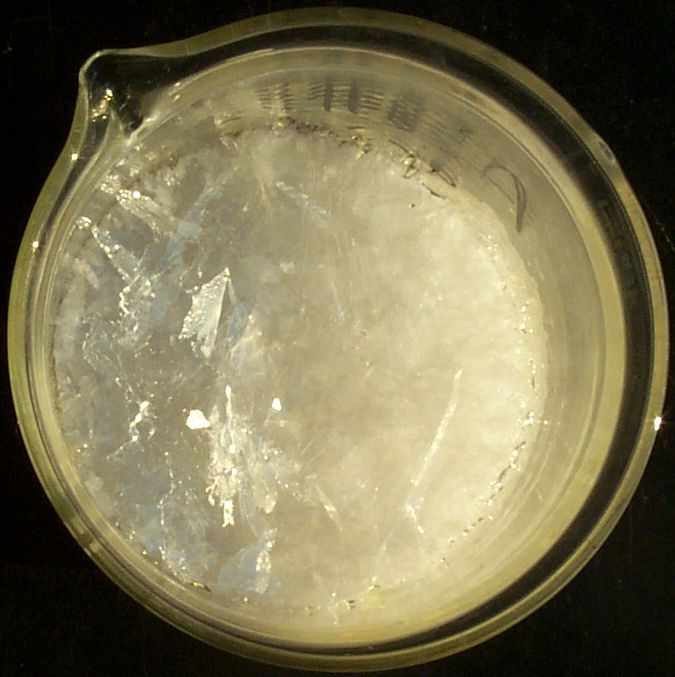
Льодяна оцтова кислота

Оцтова кислота за стандартного стану є безбарвною рідиною із різким запахом. При замерзанні, за температури 16,635 °С, вона перетворюється на прозорі кристали (льодяна оцтова кислота).
| 25 °C | 50 °C | 75 °C | 100 °C | 110 °C |
| ----- | ----- | ----- | ------ | ------ |
| 1,056 | 0,786 | 0,599 | 0,464  | 0,424  |

Оцтова кислота необмежено змішується з водою, утворює значну кількість азеотропних сумішей із органічними розчинниками:
| Другий компонент | Температура кипіння, °C | Вміст кислоти, % | Вміст другого компонента, % |
| ---------------- | ----------------------- | ---------------- | --------------------------- |
| Гексан           | 68,3                    | 6,0              | 94,0                        |
| Октан            | 105,7                   | 53,7             | 46,3                        |
| Циклогексан      | 78,8                    | 9,6              | 90,4                        |
| Бензен           | 80,05                   | 2,0              | 98,0                        |
| Толуен           | 100,6                   | 28,1             | 71,9                        |
| Етилбензен       | 114,65                  | 66               | 34                          |
| Стирен           | 116,8                   | 85,7             | 14,3                        |
| Піридин          | 138,1                   | 51,1             | 48,9                        |
| Тетрахлорометан  | 76                      | 98,46            | 1,54                        |
| Хлоробензен      | 114,7                   | 58,5             | 41,5                        |
| Нітроетан        | 112,4                   | 30               | 70                          |

Інші фізичні характеристики:
- критичний тиск 5,79 МПа;
- критична температура 321,6 °С;
- питома теплоємність 2010 Дж/(кг·K) (при 17 °С);
- поверхневий натяг 27,8·10−3 Дж/м² (при 20 °С);
- корозійна активність 10%-го водного розчину по відношенню до Ст. 3 2,97 г/(год·м²) (при 20 °С).

## Отримання

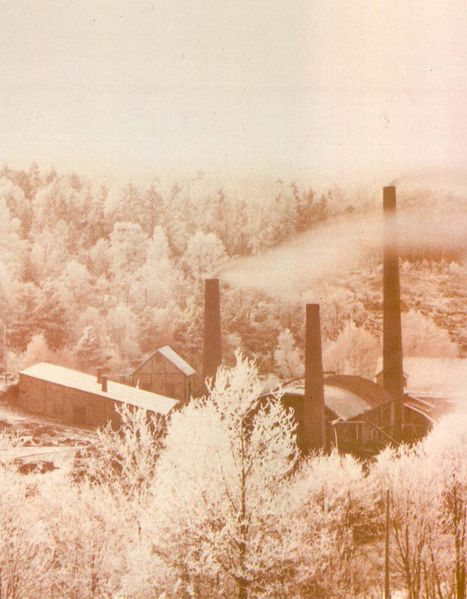
Завод з очищення та концентрування оцтової кислоти (Персторп, 1884)

Синтез розчинів оцтової кислоти (оцту) проводиться здебільшого методом ферментації, а для отримання чистої кислоти, у значних масштабах застосовуються методи карбонілювання метанолу, окиснення бутану й етаналю. Основним методом є отримання з метанолу.

### Карбонілювання метанолу
Можливість отримання оцтової кислоти з метанолу була відкрита на німецькому концерні BASF у 1913 році:
{\displaystyle \mathrm {CH_{3}OH+CO{\xrightarrow {KAT}}\ CH_{3}COOH} }
У 1938 році співробітник BASF Вальтер Реппе продемонстрував ефективність використання як каталізаторів карбонілів металів VIIIB групи (група 9), зокрема, карбонілу кобальту [Co2(CO)8]. Перше повномасштабне виробництво із застосуванням кобальтового каталізатору було розгорнуто в 1960 році у Людвігсгафені, Німеччина.
Наприкінці 1960-х у компанії «Monsanto» розробили новий тип каталізаторів на основі родію, котрі мали значно вищу активність і селективність у порівнянні з кобальтовим: навіть за атмосферного тиску вихід кінцевого продукту становив 90–99 %. В 1986 році цей метод придбав «BP Chemicals» і передав його на вдосконалення компанії «Celanese».
На початку 1990-х «Monsanto» запатентувала використання нового, іридієвого, каталізатора. Його перевага полягала у більшій стабільності і меншій кількості рідких побічних продуктів. «BP» придбав права на цей патент і впровадив у виробництво під назвою метод Cativa (англ. Cativa process).

#### Метод BASF
У виробництві за методом BASF каталізатором виступає карбоніл кобальту [Co2(CO)8], який in situ отримують з йодиду кобальту(II):
{\displaystyle \mathrm {2CoI_{2}+8CO+2H_{2}\longrightarrow [Co_{2}(CO)_{8}]+4HI} }
У реакційній системі утворений карбоніл активують і надалі він перебуває у вигляді комплексу [Co(CO)4]-:
{\displaystyle \mathrm {[Co_{2}(CO)_{8}]+H_{2}O+CO\longrightarrow 2[Co(H)(CO)_{4}]+CO_{2}} }
{\displaystyle \mathrm {[Co(H)(CO)_{4}]\leftrightarrows [Co(CO)_{4}]^{-}+H^{+}} }
На першій стадії вихідний метанол взаємодіє із йодоводнем, котрий є супутнім продуктом синтезу карбонілу, з утворенням йодометану:
{\displaystyle \mathrm {CH_{3}OH+HI\longrightarrow CH_{3}I+H_{2}O} }
Йодометан реагує із карбонілом:
{\displaystyle \mathrm {CH_{3}I+[Co(CO)_{4}]^{-}\longrightarrow [Co(CO)_{4}CH_{3}]+I^{-}} }
Згодом проводиться карбонілювання, що веде до складного ацилкарбонільного інтермедіату:
{\displaystyle \mathrm {[Co(CO)_{4}CH_{3}]+CO\longrightarrow [Co(CO)_{4}C(O)CH_{3}]} }
Під дією йодид-іонів комплекс розкладається, вивільняючи каталізатор та ацетилйодид, котрий гідролізується до оцтової кислоти:
{\displaystyle \mathrm {[Co(CO)_{4}C(O)CH_{3}]+I^{-}\longrightarrow [Co(CO)_{4}]^{-}+CH_{3}COI} }
{\displaystyle \mathrm {CH_{3}COI+H_{2}O\longrightarrow CH_{3}COOH+HI} }
Побічними продуктами в цьому циклі є метан, етаналь, етанол, пропіонова кислота, алкільні ацетати, 2-етилбутан-1-ол. На метан перетворюється близько 2,5 % метанолу, а на рідкі побічні продукти — 4,5 %. 10 % монооксиду вуглецю окиснюється до діоксиду:
{\displaystyle \mathrm {CO+H_{2}O\longrightarrow CO_{2}+H_{2}} }
Для реакції карбонілювання метанолу надзвичайно важливими є парціальні тиски вихідних речовин. Так, вихід кінцевого продукту сягає 70 % в залежності від подачі монооксиду вуглецю та 90 % в залежності від метанолу.

#### Метод Monsanto
За методом Monsanto каталізатором є дийододикарбонілродат [Rh(CO)2I2]-, котрий синтезують in situ з йодиду родію(III) у водному чи спиртовому середовищі.
Компанія «Celanese» вдосконалила цей метод, доповнивши його циклом оптимізації кислот, коли незначна додаткова кількість оцтової кислоти у формі ацетат-іонів подавалася на каталізатор і підвищувала його ефективність при низьких концентраціях вихідних сполук.
Синтез проводиться при температурі 150—200 °C і тиску 3,3—3,6 МПа.

#### Метод Cativa
Аналогічним до методу Monsanto є метод Cativa. Тут каталізатором виступає заряджений комплекс [Ir(CO)2I2]-.
У порівнянні з родієвим каталізатором, іридієвий має і переваги, і недоліки: так, окиснення іридію йодометаном відбувається у 150—200 разів швидше, але процес міграції метильної групи проходить у 105—106 разів повільніше, до того ж утворення побічного продукту метану для іридієвого каталізатора є вищим.

### Окиснення етаналю
Прекурсором для отримання оцтової кислоти слугує етаналь, який синтезують окисненням етанолу в присутності солей срібла:
Окиснення альдегіду відбувається за радикальним механізмом із використанням ініціатора:
{\displaystyle \mathrm {CH_{3}CHO+In^{\bullet }\longrightarrow CH_{3}CO^{\bullet }+InH} }
Реакція проходить через стадію утворення пероксоацетатного радикалу:
{\displaystyle \mathrm {CH_{3}CO^{\bullet }+O_{2}\longrightarrow CH_{3}C(O)OO^{\bullet }} }
{\displaystyle \mathrm {CH_{3}C(O)OO^{\bullet }+CH_{3}CHO\longrightarrow CH_{3}C(O)OOH+CH_{3}CO^{\bullet }} }
Отримана пероксоацетатна кислота реагує із ацетальдегідом із утворенням ацетальдегідперацетату, котрий за механізмом перегрупування Баєра — Віллігера розкладається на оцтову кислоту:
{\displaystyle \mathrm {CH_{3}C(O)OOH+CH_{3}CHO\longrightarrow CH_{3}COOCH(OH)CH_{3}} }
{\displaystyle \mathrm {CH_{3}COOCH(OH)CH_{3}\longrightarrow CH_{3}COO^{-}+CH^{+}(OH)_{2}CH_{3}\longrightarrow 2CH_{3}COOH} }
Побічним продуктом є метилформіат, котрий утворюється внаслідок міграції метильної групи.
Каталізаторами взаємодій є солі кобальту або марганцю. Вони також відіграють важливу роль у зменшенні кількості перацетат-радикалів у реакційній системі, тим самим запобігаючи утворенню вибухонебезпечних концентрацій:
{\displaystyle \mathrm {CH_{3}C(O)OO^{\bullet }+Mn^{2+}\longrightarrow CH_{3}C(O)OO^{-}+Mn^{3+}} }
{\displaystyle \mathrm {CH_{3}CHO+Mn^{3+}\longrightarrow CH_{3}CO^{\bullet }+Mn^{2+}} }
Взаємодії за цим методом проводяться при температурі 60—80 °C і тиску 0,3—1,0 МПа. Перетворення альдегіду в ацетатну кислоту зазвичай відбувається із виходом понад 90 % та селективністю за кислотою понад 95 %.

### Окиснення вуглеводнів
Оцтова кислота може бути отримана з бутану та легких фракцій нафти. Цей метод є один з найпоширеніших завдяки низькій вартості вуглеводневої сировини. У присутності металевих каталізаторів на кшталт кобальту, хрому, марганцю, бутан окиснюється повітрям:
{\displaystyle \mathrm {2C_{4}H_{10}+5O_{2}\longrightarrow 4CH_{3}COOH+2H_{2}O} }
Основними побічними продуктами є ацетальдегід і бутанон.

### Ферментація
Деякі бактерії, зокрема, роди Acetobacter і Clostridium, виробляють кислоту в процесі своєї життєдіяльності. Використання людиною подібних ферментаційних процесів відоме ще з давніх-давен. Таким чином утворюється низькоконцентрована оцтова кислота, яка цілком задовольняє побутові потреби.
До ферментативного виробництва залучаються види бактерій Acetobacter aceti та штучно виведені Clostridium thermoaceticum. Для підживлення бактерій використовують цукровмісну сировину — глюкозу, ксилозу тощо:
{\displaystyle \mathrm {C_{6}H_{12}O_{6}+H_{2}O\longrightarrow 2CH_{3}COOH+2CO_{2}+8H^{+}+8e^{-}} }
{\displaystyle \mathrm {2CO_{2}+8H^{+}+8e^{-}\longrightarrow CH_{3}COOH+H_{2}O} }
Значною перевагою цього методу є повна екологічність виробництва.

## Хімічні властивості
У газовій фазі між молекулами кислоти виникають водневі зв'язки, тому вони перебувають переважно у димерній формі (також відомі тетрамери):
Окрім цього можливе утворення гідратованого димера: молекули поєднуються між собою лише одним зв'язком, а до вільних карбоксильної та гідроксильної груп приєднуються водневими зв'язками по одній молекулі води. Ступінь перетворення на димерні структури збільшується із підвищенням концентрації розчину та знижується з підвищенням температури.
Оцтова кислота є типовою карбоновою кислотою, вона бере участь у всіх реакціях, притаманних для цього ряду сполук.

У водному розчині кислота дисоціює та віддає іон H+ молекулам води, утворюючи структуру із двома рівними зв'язками C—O:
Проявляючи кислотні властивості, оцтова кислота взаємодіє із активними металами, оксидами і гідридами металів, металоорганічними сполуками, аміаком, утворюючи ряд солей — ацетатів.
{\displaystyle \mathrm {2CH_{3}COOH+Zn\longrightarrow (CH_{3}COO)_{2}Zn+H_{2}\uparrow } }
{\displaystyle \mathrm {2CH_{3}COOH+MgO\longrightarrow (CH_{3}COO)_{2}Mg+H_{2}O} }
{\displaystyle \mathrm {CH_{3}COOH+NaH\longrightarrow CH_{3}COONa+H_{2}\uparrow } }
{\displaystyle \mathrm {CH_{3}COOH+CH_{3}MgI\longrightarrow CH_{3}COOMgI+CH_{4}\uparrow } }
{\displaystyle \mathrm {CH_{3}COOH+NH_{3}\longrightarrow CH_{3}COONH_{4}} }
Органічні ацетати є естерами — продуктами взаємодії кислоти зі спиртами:
Конденсацією кислоти із етеном синтезують вінілацетат — промислово важливу сполуку, мономер полівінілацетату:
{\displaystyle \mathrm {2CH_{3}COOH+2CH_{2}{=}CH_{2}+O_{2}\longrightarrow 2CH_{3}COOCH{=}CH_{2}+2H_{2}O} }
При дії сильних зневоднюючих агентів (типу P2O5) утворюється оцтовий ангідрид. Аналогічним є результат за участі деяких агентів хлорування (тіонілхлориду, фосгену) — тоді синтез ангідриду проходить через стадію отримання ацетилхлориду.
Пропускаючи розігріту пару кислоти над каталізатором (оксидами марганцю, торію, цирконію), можна синтезувати ацетон (із виходом близько 80 %):
{\displaystyle \mathrm {2CH_{3}COOH{\xrightarrow {ThO_{2},\ 400^{o}C}}\ (CH_{3})_{2}CO+CO_{2}+H_{2}O} }
При нагріванні до 600 °C оцтова кислота дегідратується до кетену — етенону:
{\displaystyle \mathrm {CH_{3}COOH\leftrightarrows CH_{2}{=}C(OH)_{2}\leftrightarrows CH_{2}{=}C{=}O+H_{2}O} }

## Токсичність
Перебуваючи у стані пари в повітрі, кислота пошкоджує очі, ніс та горло вже за концентрації понад 10 мг/м³. Серйозні наслідки спостерігаються при десятиденній повторюваній дії забрудненого кислотою повітря із вмістом до 26 мг/м³.
Низькоконцентровані розчини оцтової кислоти (близько 5 %) можуть подразнювати слизові оболонки. Концентрована кислота значною мірою пошкоджує шкіру при контакті: у випадку її потрапляння, необхідно промити уражене місце великою кількістю води або розчину харчової соди. При проковтуванні оцтової кислоти спостерігається біль у стравоході і роті, це може призвести до появи нудоти і проблем із диханням. У цьому випадку необхідно ополоснути ротову порожнину і звернутися до лікаря.
Токсичні дози при споживанні кислоти людиною достеменно не відомі. Напівлетальною дозою для пацюків є 3310 мг/кг, для кроликів — 1200 мг/кг. Споживання людиною 89—90 г чистої кислоти є вкрай небезпечним, а граничною кількістю для щоденного споживання є 2,1 г.

## Застосування
Застосування оцтової кислоти досить різноманітне. У хімічній промисловості з неї виробляють пластичні маси, різні барвники, лікарські речовини, штучне волокно (ацетатний шовк), незаймисту кіноплівку та багато інших речовин. Солі оцтової кислоти — ацетати алюмінію, хрому, феруму — застосовують як протраву при фарбуванні тканин. Оцтова кислота має широке застосування і як розчинник.
У харчовій промисловості застосовується як консервант, регулятор кислотності та смакова приправа; в Європейській системі харчових добавок оцтова кислота має код E260.
Кислота застосовується при солянокислотних обробленнях привибійних зон пласта як стабілізатор (з метою стабілізації продуктів реакції) від випадання складновилучуваних гелеподібних сполук заліза (осаду). Залежно від вмісту заліза в кислотному розчині (від 0,01 до 0,5 %) беруть 1–3 % оцтову кислоту. Для приготування робочих розчинів використовують як синтетичну кислоту, так і лісохімічну технічну очищену.